# Monodelphis brevicaudata
Monodelphis brevicaudata är en pungdjursart som först beskrevs av Johann Christian Polycarp Erxleben 1777. Monodelphis brevicaudata ingår i släktet pungnäbbmöss och familjen pungråttor. IUCN kategoriserar arten globalt som livskraftig. Inga underarter finns listade.
Individerna är cirka 16 cm långa (huvud och bål), har en upp till 9 cm lång svans och väger 67 till 95 g. Pälsen har på ovansidan en grå till svartaktig färg som ändras till rödaktig fram till buken. Fötterna och svansen är åter svarta. Arten har i överkäken per sida 5 framtänder, en hörntand, 3 premolarer och 4 molarer. Underkäkens tanduppsättning är nästan likadan, med endast 4 framtänder per sida.
Pungdjuret förekommer i Venezuela, regionen Guyana och i norra Brasilien. Arten vistas främst i regnskogar men hittas även i andra skogar och människans odlingar. Den vandrar oftast på marken och livnär sig huvudsakligen av insekter. Honan föder upp till sju ungar per kull.
När honan inte är brunstig lever varje exemplar ensam. Ibland kompletteras födan med frukter och frön. Allmänt antas att levnadssättet är som hos andra pungnäbbmöss.